# Fűzkút
Fűzkút (románul Sălcuța, korábban Fiscut, németül Feiskut, erdélyi szász nyelven Faiskut) település Romániában, Beszterce-Naszód megyében.

## Fekvése
Besztercétől délre található.

## Története
1329-ben Fyzkut néven említik először a források.
Lakói a reformáció idején felvették a református vallást, a 17. századi tatárbetörések idején azonban nagyrészt kipusztultak, helyükre román telepesek érkeztek.
A trianoni békeszerződésig Kolozs vármegye Mezőörményesi járásához tartozott.

## Lakossága
1910-ben 658 lakosa volt, ebből 589 román, 48 magyar, 20 német.
2002-ben 127 lakosából 113 román, 14 magyar volt.

## Nevezetesség
- Ortodox fatemplom[3]